# Epibatidin
Epibatidin ist ein hochgiftiges chlorhaltiges Alkaloid, das 1974 im Hautdrüsensekret von Baumsteigerfröschen der Gattung Epipedobates in Ecuador gefunden und dessen bicyclische Struktur 1992 aufgeklärt wurde.

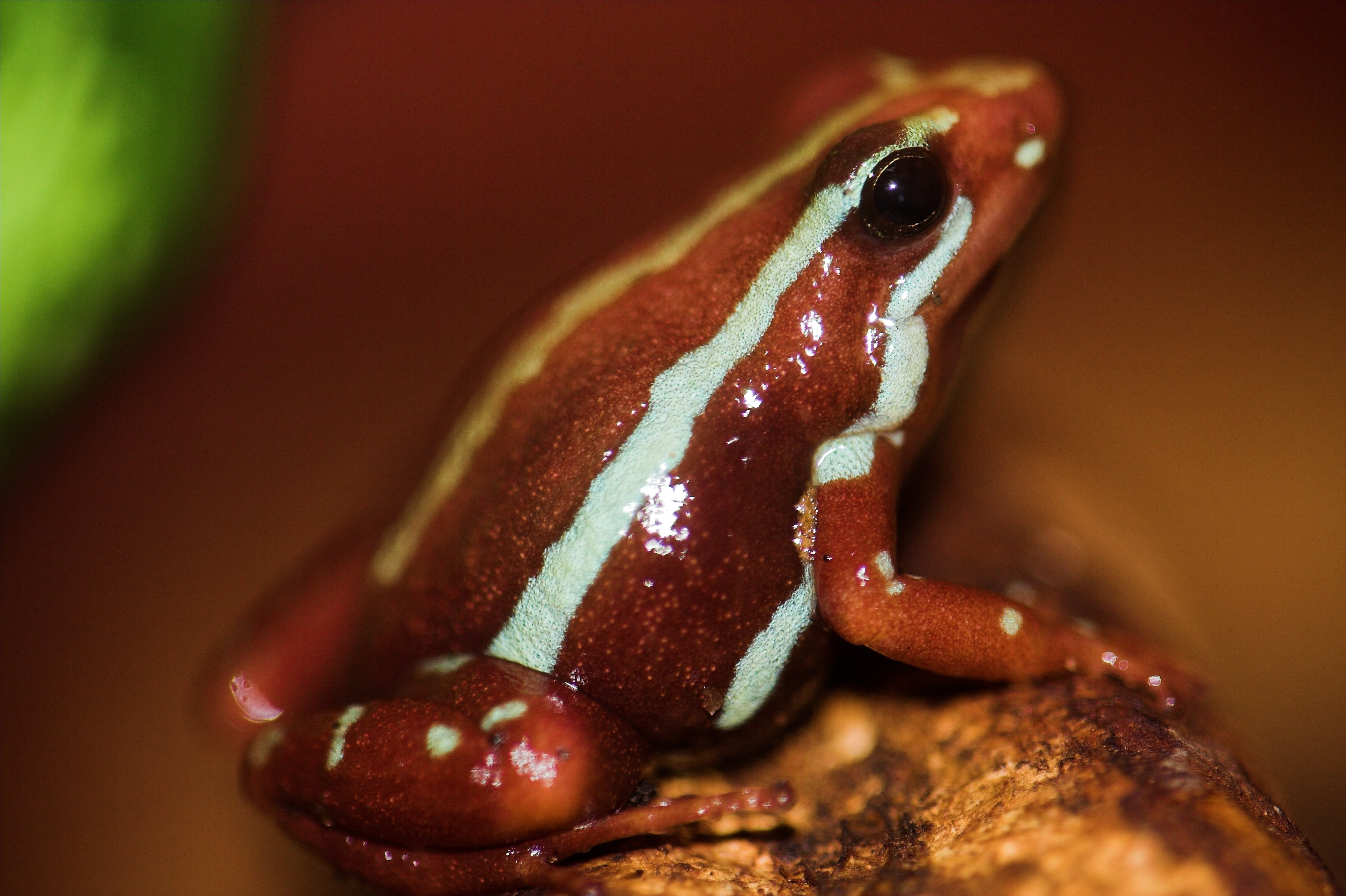
Dreistreifen-Baumsteiger (Epipedobates tricolor)

Epibatidin übertrifft die analgetische Wirkung von Morphin etwa um das 200-fache und die Affinität des Nicotins zu nicotinischen Acetylcholinrezeptoren um das 120-fache.
Epibatidin ist ein potentes Analgetikum, jedoch für die Anwendung am Menschen zu toxisch.  Es ähnelt in seiner Wirkung anderen nikotinergen Acetylcholinrezeptor-Agonisten wie beispielsweise Nicotin des Tabaks, Anatoxin A einiger Cyanobakterien, Cytisin des Goldregens, und Arecolin der Betelnüsse.

Strukturformel des Nichtopioid-Analgetikums Tebanicline (ABT-594)

Ausgehend vom Epibatidin wurde 1996 das nur gering toxische Nichtopioid-Analgetikum Tebanicline (ABT-594) entwickelt, das zu den Azetidinen zählt. Aufgrund gastro-intestinaler Nebenwirkungen wurden die Versuche in der Phase II gestoppt, die Forschung an ähnlichen Substanzen wird aber fortgeführt.